# Temporada 1990 del Campeonato de España de Rally de Tierra
La temporada 1990 fue la 8.º edición del Campeonato de España de Rally de Tierra. Comenzó el 23 de marzo en el Rally Sant Vicenç de Raspeig Alicante y terminó el 24 de noviembre en el Rally de Tierra de Madrid.

## Calendario
| N.º | Fecha               | Prueba                                | Notas |
| --- | ------------------- | ------------------------------------- | ----- |
| 1   | 23-24 de marzo      | Rally Sant Vicenç de Raspeig Alicante |       |
| 2   | 20-21 de abril      | Rally RACE-La Rioja                   |       |
| 3   | 11-12 de mayo       | Rally de Tierra RACE Balaguer         |       |
| 4   | 8-9 de junio        | 5.º Rally de Tierra RACE Lugo         |       |
| 5   | 6-7 de julio        | 1.er Rally de Tierra RACE Vigo        |       |
| 6   | 14-15 de septiembre | Rally de Talavera                     |       |
| 7   | 19-20 de octubre    | Rally RACE Murcia-Costa Cálida        |       |
| 8   | 23-24 de noviembre  | Rally de Tierra RACE Madrid           |       |

## Equipos
| Equipo                | Vehículo                    | Piloto               | Copiloto                      | Rondas            |
| Equipos oficiales     | Equipos oficiales           | Equipos oficiales    | Equipos oficiales             | Equipos oficiales |
| --------------------- | --------------------------- | -------------------- | ----------------------------- | ----------------- |
| Citroën Hispania      | Citroën AX 4x4 Proto Turbo  | Antonio Zanini       | Josep Autet                   | 1-8               |
| Citroën Hispania      | Citroën AX 4x4              | Enric Burrull        | Sime Ribes                    | 2-7               |
| Citroën Hispania      | Citroën AX 4x4              | Guillermo Barreras   | Ramón Mínguez                 | 1-8               |
| SEAT Sport            | SEAT Marbella Proto         | Jordi Puigdellivol   | José María Falcó              | 1-5               |
| SEAT Sport            | Volkswagen Golf II GTi 16V  | Jordi Puigdellivol   | José María Falcó              | 8                 |
| Volkswagen Motorsport | Volkswagen Golf II GTi 16V  | Antonio Rius         | Manuel Casanova               | 1-7               |
| Ford RACE Marlboro    | Ford Sierra RS Cosworth 4x4 | Josep Maria Bardolet | Josep María Ferrer            | 1-6, 8            |
| Equipos privados      |                             |                      |                               |                   |
| Marlboro              | Lancia Delta S4             | Gustavo Trelles      | Arturo Fernández de La Puente | 2-5, 7            |
|                       | MG Metro 6R4                | Fernando Capdevila   | Francesc Bofill               | 1-8               |
| Max Meyer Team        | Renault 5 GT Turbo          | José Mora            | Carlos Marcos                 | 1-6               |

## Clasificación

### Campeonato de pilotos
| Pos. | Piloto               | 1   | 2   | 3   | 4   | 5   | 6   | 7   | 8   | Puntos |
| ---- | -------------------- | --- | --- | --- | --- | --- | --- | --- | --- | ------ |
| 1.   | Gustavo Trelles      |     | 1   | 1   | 1   | 1   |     | 1   |     | 160    |
| 2.   | Josep Maria Bardolet | 1   | Ret | 6   | 3   | 3   | 1   |     | 7   | 118    |
| 3.   | Fernando Capdevila   | 5   | 3   | 2   | 2   | Ret | 3   | ?   | 2   | 115    |
| 4.   | José Mora            | 4   | 6   | Ret | Ret | 6   | 7   |     |     | 82     |
| 5.   | Antonio Zanini       | 2   | Ret | 5   | Ret | 2   | 2   | Ret | Ret | 87     |
| 6.   | Jordi Puigdellivol   | 7   | 7   | 9   | 9   | 11  |     |     | 5   | 68     |
| 7.   | Enric Burrull        |     | Ret | 7   | 5   | 4   | 5   | 3   |     | 64     |
| 8.   | Antonio Rius         | Ret | Ret | Ret | 6   | 5   | Ret | 2   |     | 63     |
| 9.   | «Patxi» Arbeláiz     |     | 2   | 3   | 4   | Ret | Ret |     | 3   | 61     |
| 10.  | J. Francisco Labaka  | 3   | 5   | 8   | 7   | Ret | 6   |     |     | 65     |
|      | Guillermo Barreras   | Ret | 8   | Ret | Ret | Ret | 4   | Ret | 1   |        |
|      | Claudio Aldecoa      |     | 4   | 4   | 8   | Ret |     |     |     |        |
|      | Sánchez              |     |     | 10  |     | 14  |     |     |     |        |

### Campeonato de copilotos
| Pos. | Copiloto                      | Puntos |
| ---- | ----------------------------- | ------ |
| 1.   | Arturo Fernández de La Puente | 160    |
| 2.   | Josep María Ferrer            | 110    |
| 3.   | Francesc Bofill               | 104    |
| 4.   | Carlos Marcos                 | 92     |
| 5.   | Josep Autet                   | 87     |
| 6.   | José María Falcó              | 68     |
| 7.   | Sime Ribes                    | 64     |
| 8.   | Manuel Casanova               | 63     |
| 9.   | Agustín Ascasíbar             | 61     |
| 10.  | Patxi Muguruza                | 45     |

### Campeonato de marcas
| Pos. | Marca   | Puntos |
| ---- | ------- | ------ |
| 1.   | Citroën | 678    |
| 2.   | SEAT    | 259    |
| 3.   | Renault | 209    |

### Agrupación II
| Pos. | Piloto       | Puntos |
| ---- | ------------ | ------ |
| 1.   | Puigdellivol | 64     |
| 2.   | Mora         | 46     |
| 3.   | Diego        | 36     |

### Copa Marbella
| Pos. | Piloto          | Puntos |
| ---- | --------------- | ------ |
| 1.   | Pere Solans     | 77     |
| 2.   | Ramón Magriña   | 60     |
| 3.   | L. M. Sierra    | 58     |
| 4.   | J. A. Callejas  | 56     |
| 5.   | Javier Velasco  | 42     |
| 6.   | Francisco Pros  | 35     |
| 7.   | Germán Anllo    | 28     |
| 8.   | Xavier Melchor  | 23     |
| 9.   | Mario Giner     | 19     |
| 10.  | F. J. Rodríguez | 18     |

### Challenge Citroën rallyes tierra
| Pos. | Piloto           |
| ---- | ---------------- |
| 1.   | Francisco Labaca |